# Fredrik Balkåsen
Fredrik Balkåsen (* 13. Mai 1989 in Falun) ist ein ehemaliger schwedischer Skispringer, der für den Holmens IF startete.

## Werdegang
Fredrik Balkåsen ist der Sohn des ehemaligen Skispringers Per Balkåsen. Durch ihn kam er bereits im Alter von vier Jahren zum Skispringen. Balkåsen wurde erstmals international bei der Junioren-Weltmeisterschaft in Rovaniemi im März 2005 eingesetzt und belegte im Team den 14. und im Einzel den 41. Platz. Zu Beginn der Saison 2005/06 wurde er erstmals im FIS Cup eingesetzt. In Vikersund belegte Balkåsen die Plätze 16 und 15. Erst im Februar sprang er bei der Junioren-WM in Kranj wieder international.
Nach einem 38. Platz im Einzel verpasste er im Team als Neunter den zweiten Durchgang nur knapp. Im März gab Balkåsen mit den Plätzen 47 und 48 sein Debüt im Continental Cup, wo er im Sommer 2006 in Lillehammer die Plätze 39 und 32 belegte. Beim FIS Cup in Örnsköldsvik gelangen ihm mit den Plätzen fünf und sieben seine bis dahin besten Ergebnisse. Auch in diesem Winter sprang Balkåsen nicht regelmäßig, sondern trat nur bei den Continental Cups in Trondheim, wo er die Plätze 32 und 46 belegte, und bei der Junioren-WM in Tarvisio, wo er 35. wurde, an. Im Sommer 2007 belegte er beim COC in Lillehammer die Plätze 35 und 53 sowie bei den FIS Cups in Falun zweimal den 11. Platz.
In der nächsten Saison sprang er regelmäßig im Continental Cup und kam viermal in den zweiten Durchgang: in Garmisch-Partenkirchen mit den Plätzen 30 und 29, als 28. in Engelberg und in Iron Mountain als 26. Mit diesen elf Punkten wurde Balkåsen am Ende 123. in der Gesamtwertung. An der Junioren-Weltmeisterschaft nahm er nicht teil.
In der Saison 2008/09 nahm er nur an wenigen Continental Cups teil, wo er es nur in Zakopane als 23. und 30. in den zweiten Durchgang schaffte. Das waren am Ende neun Punkte und der 141. Platz der Gesamtwertung. Bei seiner letzten Junioren-WM in Štrbské Pleso wurde er nach starker Leistung 24. im Einzel. Im Team reichte es nur für den zwölfter Platz und bei den FIS Cups in Notodden zu den Plätzen zehn und neun. Im Sommer 2009 sprang er nur bei den Continental Cups in Lillehammer, wo er 45. und 48. wurde sowie bei den FIS Cups in Falun. Hier erzielte Balkåsen mit den Plätzen zwei und fünf sehr starke Ergebnisse.
Zu Beginn des Weltcups der Saison 2009/10 nahm Balkåsen in Lillehammer erstmals an einer Weltcup-Qualifikation teil, verpasste diese als 62. jedoch deutlich. Diese Saison nahm er an weiteren Qualifikationen teil, verpasste aber immer die Qualifikation. Zudem belegte er bei einem Teamspringen mit Carl Nordin, Josef Larsson und Isak Grimholm den 14. und damit letzten Platz. Meistens trat er jedoch im Continental Cup an, wo er aber nur in Iron-Mountain als Neunter den zweiten Durchgang erreichte. Dies war zugleich sein bisher bestes Continental-Cup-Ergebnis. Am Ende reichte es mit 29 Punkten zum 94. Platz der Continental-Cup-Gesamtwertung. Im Sommer verpasste Balkåsen bei jedem Continental-Cup-Springen den zweiten Durchgang. Zudem belegte er beim FIS Cup in Örnsköldsvik die Plätze zwei und vier sowie in Falun die Plätze fünf und zwei.
Nach mehreren erfolglosen Continental-Cup-Springen zu Beginn der Saison 2010/11, wo Balkåsen bei jedem Springen den zweiten Durchgang verpasste, schaffte er beim Skifliegen in Harrachov Anfang Januar als 28. erstmals in seiner Karriere die Qualifikation für ein Weltcupspringen. Nachdem er am ersten Tag als 37. den zweiten Durchgang nicht erreichte, gewann er als 30. am nächsten Tag erstmals in seiner Karriere einen Weltcuppunkt. Bei den schwedischen Meisterschaften 2010 in Falun konnte er auf der Normalschanze erstmals den Titel gewinnen. Zudem gewann er mit seinem Verein Holmens IF auch den Mannschaftstitel.
Bei der Nordischen Skiweltmeisterschaft 2011 in Oslo konnte Balkåsen weder von der Normal- noch von der Großschanze die Qualifikation erreichen. Bei der Qualifikation zur Großschanze wurde er sogar disqualifiziert. Bei den schwedischen Meisterschaften 2011 auf dem Hallstabacken in Sollefteå gewann er nach dem Vorjahreserfolg von der Normalschanze nun den Titel von der Großschanze. Mit dem Team von Holmens IF belegte er im Mannschaftswettbewerb Platz zwei.
Nach der Saison 2011/2012 beendete Fredrik Balkåsen seine internationale Skisprungkarriere.
Bei den Schwedischen Meisterschaften 2017 gewann er zusammen mit Simon Eklund die Silbermedaille im Teamwettbewerb.

## Erfolge

### Weltcup-Platzierungen
| Saison  | Platz | Punkte |
| ------- | ----- | ------ |
| 2010/11 | 82.   | 001    |

### Continental-Cup-Platzierungen
| Saison  | Platz | Punkte |
| ------- | ----- | ------ |
| 2007/08 | 123.  | 011    |
| 2008/09 | 141.  | 009    |
| 2009/10 | 094.  | 029    |
| 2010/11 | 130.  | 004    |
| 2011/12 | 097.  | 001    |

## Privates
Balkåsen lebt heute in seiner Geburtsstadt Falun. Er spricht neben seiner Muttersprache Schwedisch auch Englisch.